# Oberbottigen

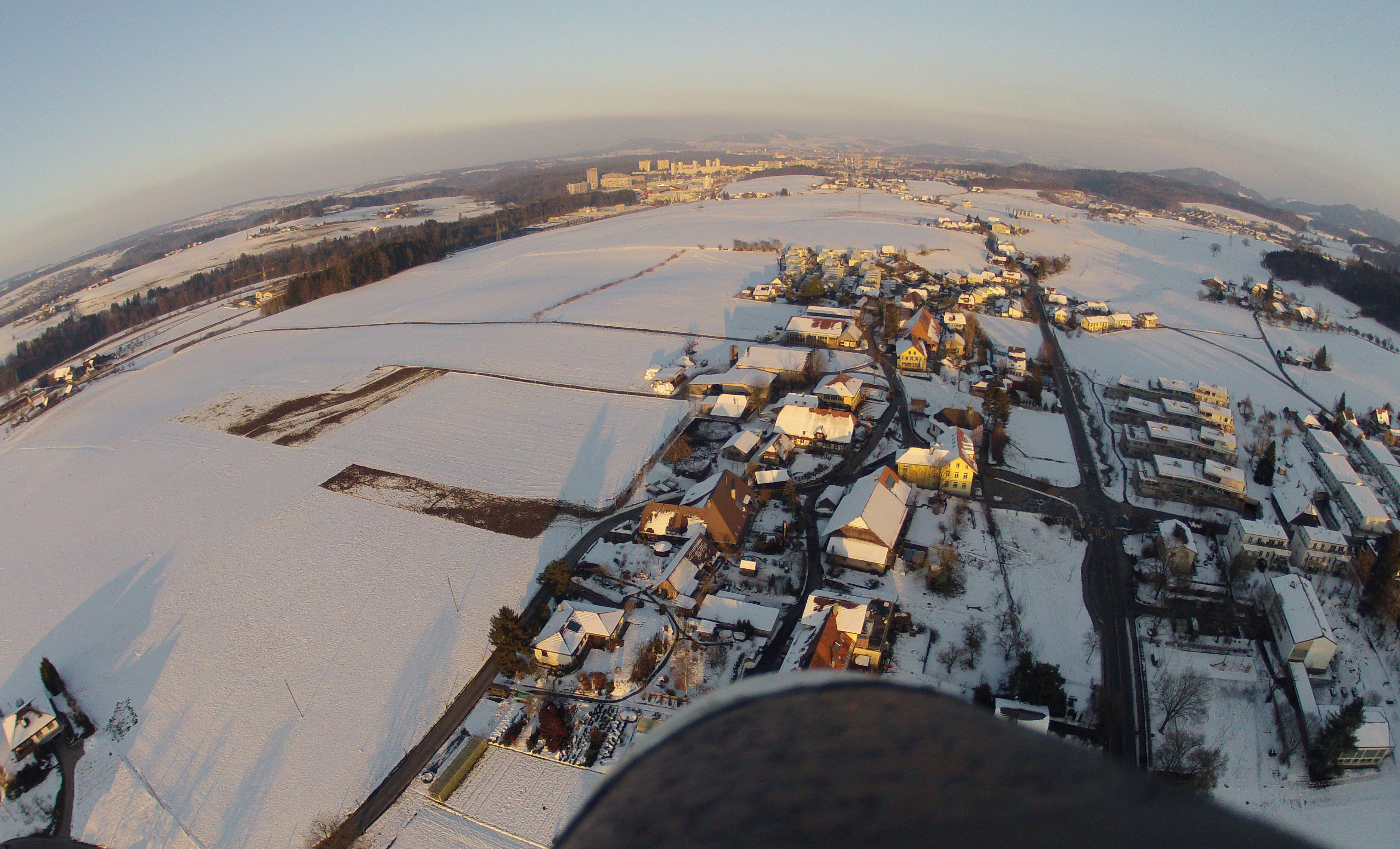
Oberbottigen und im Hintergrund Bümpliz

Oberbottigen ist der flächenmässig grösste statistische Bezirk von Bern im Stadtteil Bümpliz-Oberbottigen (VI) im Westen der Stadt. Zu Oberbottigen gehören die gebräuchlichen Quartiere Oberbottigen-Riedbach, Niederbottigen und Teile von Riedern südlich der Murtenstrasse.
Die Wohnbevölkerung betrug 2022 1405 Personen, davon 1273 Schweizer und 132 Ausländer.
Der Name stammt vom Weiler Oberbottigen, ausserdem gehören die Weiler Niederbottigen, Matzenried, Buech bzw. Buch sowie Chäs und Brot noch dazu. Das Gebiet gehörte bis ins Jahr 1919 zur früher selbständigen Gemeinde Bümpliz und wurde mit dieser zusammen 1919 nach Bern eingemeindet. Es konnte trotz seiner Zugehörigkeit zu einer Stadt seinen dörflichen Charakter mit vorwiegend landwirtschaftlicher Nutzung behalten.